# Hoburgs bank
Hoburgs bank är en sandbank söder om Gotland med ett djup på 13-20 m. Det är ett Natura 2000-område. På grund av sin unika miljö har Hoburgs bank kartlagts av Sveriges Geologiska Undersökning.
Koordinater för Hoburgs bank är 56°47′N 18°10′Ö / 56.783°N 18.167°Ö.